# خوسيه ماريا روزا
خوسيه ماريا روزا (بالإسبانية: José María Rosa)‏ هو مؤرخ ودبلوماسي أرجنتيني، ولد في 20 أغسطس 1906 في بوينس آيرس في الأرجنتين، وتوفي في 2 يوليو 1991.